# August Friedrich Seebacher
August Friedrich Seebacher (* 17. Juli 1887 in Cilli, Steiermark; † 20. Dezember 1940 in Celje, Jugoslawien) war ein untersteirischer Maler, Radierer und Grafiker.

## Leben und Wirken

August Friedrich Seebacher: Marktplatz in Cilli mit Pestsäule und Schöbingerhaus, (Zeichnung ca. 1925)

August Friedrich Seebacher wurde als viertes Kind des Feilenhauers Anton Seebacher und dessen Ehefrau geboren. Seine Kindheit verbrachte er zusammen mit drei Schwestern und einem Bruder in der Geborgenheit einer kleinbürgerlichen Handwerkerfamilie. Er besuchte zunächst die städtische Knabenschule und anschließend das k. k. Staatsobergymnasium in seiner Heimatstadt. Schon früh zeigte sich sein Talent im Zeichnen und Malen und glücklicherweise fand er am Gymnasium verständnisvolle Lehrer, die seine kreativen Fähigkeiten erkannten und förderten. Nach seiner schulischen Ausbildung studierte Seebacher als Schüler von Christian Griepenkerl Malerei an der Wiener Akademie und absolvierte danach ein Praktikum bei Gustav Klimt.
Eine anschließende Studienreise führte ihn nach München und später nach Graz. In der steirischen Landeshauptstadt fanden seine Arbeiten bei verschiedenen Ausstellungen erste Anerkennungen. Dennoch zog es ihn nach all den Lehr- und Wanderjahren alsbald nach Cilli zurück. In seiner Geburtsstadt richtete er sich im Elternhaus ein Künstleratelier ein und malte nun vornehmlich Landschafts- und Genrebilder nach Motiven seiner untersteirischen Heimat. Ein weiteres Betätigungsfeld schuf sich Seebacher durch die Eröffnung einer Malschule in seiner Vaterstadt. Die von ihm angebotenen Zeichen- und Malkurse waren beliebt und hatten starken Zulauf.
Als im Spätherbst 1918 die mehrheitlich slowenischsprachige Untersteiermark mit Seebachers überwiegend deutschsprachigen Geburtsort Cilli von der Steiermark abgetrennt wurde, konnte das der tief heimatverwurzelte und sentimentale Künstler nicht verkraften und er zog sich zunehmend aus der Öffentlichkeit zurück. Da er die jetzt vornehmlich im Ausland liegenden Galerien nicht mehr erreichen konnte und dadurch auch vom Kunsthandel abgeschnitten war, geriet er zusätzlich in materielle Not. In den ersten Nachkriegsjahren änderte Seebacher schrittweise seine bisherige künstlerische Ausdrucksweise. Von lebhaften Genrekompositionen und farbenfrohen Landschaftsdarstellungen wechselte er allmählich zu schlicht gehaltenen schwarz-weiß Zeichnungen und schließlich zur grafischen Kunst.
Im Jahre 1926 gab Seebacher den ersten Teil einer Bilderserie heraus, mit der er die große Vergangenheit seiner Geburtsstadt Cilli würdigen wollte. Das Mappenwerk „Celeia antiqua et nova“ umfasste zwölf Radierungen die das römische Celeia und die Legende des Lokalheiligen St. Maximilian darstellen. Die zweite Mappe folgte im Jahre 1930 mit abermals zwölf Radierungen und schildert den Aufstieg der Freien von Sanneck zu den Grafen von Cilli und Fürsten des Deutschen Reiches. Der letzte Teil, an dem Seebacher bis zu seinem Lebensende arbeitete, bestand aus weiteren zwölf Bilddrucken und hat das tragische Geschehen um Veronika von Desenitz und das jähe Ende der Cillier zum Thema. Die dritte Mappe erschien posthum zu Ostern 1942 und wurde vom Kulturamt der Stadt Cilli herausgegeben.
In den 1930er Jahren arbeitete Seebacher hauptsächlich als Illustrator für Zeitschriften und als Werbegrafiker, nebenher bebilderte er damals auch etliche Reisebücher und Novellen. In seinen letzten Lebensjahren wurde er durch eine schwere Krankheit in seiner Schaffenskraft stark eingeschränkt und konnte nur noch unter Schmerzen an seinen Objekten arbeiten. Seebacher verstarb am 20. Dezember 1940 an seinem Geburtsort und wurde zwei Tage später auf dem Stadtfriedhof in Celje bestattet.

## Werke
Celeia antiqua et nova (Radierungen)
- 1. Mappe: Die römische Stadt und die Maximilian-Legende. (1926).
- 2. Mappe: Aufstieg der Freien von Sanneck. (1930).
- 3. Mappe: Heut Grafen von Cilli und nimmermehr. (1942) Ein Blatt ausgeführt, elf Blätter als Lithographien.

## Ehrungen
Während der Okkupationszeit trug in Celje die heutige Gubčeva ulica den Straßennamen: Seebachergasse.